# Parowan
Parowan é uma cidade localizada no estado norte-americano de Utah, no Condado de Iron.

## Demografia
Segundo o censo norte-americano de 2000, a sua população era de 2565 habitantes.
Em 2006, foi estimada uma população de 2549, um decréscimo de 16 (-0.6%).

## Geografia
De acordo com o United States Census Bureau tem uma área de
15,1 km², dos quais 15,1 km² cobertos por terra e 0,0 km² cobertos por água. Parowan localiza-se a aproximadamente 1834 m acima do nível do mar.

## Localidades na vizinhança
O diagrama seguinte representa as localidades num raio de 36 km ao redor de Parowan.